# Giuseppe Garampi
Giuseppe kardinál Garampi (22. října 1725 Rimini – 4. května 1792 Řím) byl italský biskup, kardinál, diplomat Svatého stolce, archivář a numismatik.